# Norges herrlandslag i bandy
Norges herrlandslag i bandy (norska: Norges herrelandslag i bandy) representerar Norge i bandy på herrsidan. Norge har aldrig tillhört den yttersta världseliten men lyckades vid världsmästerskap vinna silver 1965 i dåvarande Sovjetunionen och brons 1993 i Norge.
Första officiella landskampen spelades den 6 februari 1927 i Frogner, Oslo och förlorades med 1-3 till Sverige. Första mötet med Finland spelades i Oslo den 13 februari 1940 och förlorades med 1-2.

## VM 2014
Truppen till Bandy-VM i Irkutsk 2014
- Förbundskapten:  Christer Lystad

| Målvakter |

| Pos. | Ålder            | Namn                  | Klubb        |
| ---- | ---------------- | --------------------- | ------------ |
| Mv   | 19 december 1984 | Christopher Smerkerud | Ullevål IL   |
| Mv   | 1992 (32–33 år)  | Kenneth Larsen        | Sarpsborg BK |

| Utespelare |

| Pos. | Ålder            | Namn                       | Klubb        |
| ---- | ---------------- | -------------------------- | ------------ |
| F    | 10 april 1994    | Anders Greger Svenn        | Ullevål IL   |
| F    | 5 april 1993     | Sigurd Strømnes            | Sarpsborg BK |
| Mf   | 4 april 1985     | Christian Randsborg        | Stabæk IF    |
| F    | 20               | Fredrik Randsborg          | Stabæk IF    |
| Mf   | 1990 (34–35 år)  | Nikolai Rustad Jensen      | Stabæk IF    |
| Mf   | 3 november 1986  | Magnus Høgvold             | Stabæk IF    |
| Mf   | 2 september 1989 | Petter Yngve Løyning       | Stabæk IF    |
| Mf   | 24 augusti 1986  | Jan Olav Løyning           | Stabæk IF    |
| F    | 27               | Anders Christensen         | Stabæk IF    |
| A    | 20               | Andreas Haugo Killingstad  | Stabæk IF    |
| F    | 32               | Petter Renstrøm Moen       | Solberg SK   |
| A    | 29               | Marius Austad              | Solberg SK   |
| Mf   | 24               | Robin Nicolay Cras         | Mjøndalen IF |
| Mf   | 32               | Christian Lauenborg Waaler | IF Ready     |

Snittålder: 25,3 år

## Norge i världsmästerskap
| Turnering                | Slutplacering                    |
| ------------------------ | -------------------------------- |
| Finland 1957             | Hoppade av av politiska skäl.    |
| Norge 1961               | 4                                |
| Sverige 1963             | 4                                |
| Sovjetunionen 1965       | 2                                |
| Finland 1967             | 4                                |
| Sverige 1969             | Hoppade av av politiska skäl.    |
| Sverige 1971             | 4                                |
| Sovjetunionen 1973       | 4                                |
| Finland 1975             | 4                                |
| Norge 1977               | 4                                |
| Sverige 1979             | 4                                |
| Sovjetunionen 1981       | 4                                |
| Finland 1983             | 4                                |
| Norge 1985               | 4                                |
| Sverige 1987             | 4                                |
| Sovjetunionen 1989       | 4                                |
| Finland 1991             | 4                                |
| Norge 1993               | 3                                |
| USA 1995                 | 5                                |
| Sverige 1997             | 5                                |
| Ryssland 1999            | 4                                |
| Finland och Sverige 2001 | 5                                |
| Ryssland 2003            | 5 (Kvalade sig kvar i A-gruppen) |
| Sverige 2004             | 5                                |
| Ryssland 2005            | 5                                |
| Sverige 2006             | 5                                |
| Ryssland 2007            | 5                                |
| Ryssland 2008            | 5                                |
| Sverige 2009             | 5                                |
| Ryssland 2010            | 5                                |
| Ryssland 2011            | 5                                |
| Kazakstan 2012           | 5                                |
| Sverige 2013             | 5                                |
| Ryssland 2014            | 5                                |
| Ryssland 2015            | 5                                |
| Ryssland 2016            | 5                                |
| Sverige 2017             | 4                                |
| Ryssland och Kina 2018   | 6                                |